# Fagraea graciliflora
Fagraea graciliflora är en gentianaväxtart som beskrevs av P.W. Leenhouts. Fagraea graciliflora ingår i släktet Fagraea och familjen gentianaväxter. Inga underarter finns listade i Catalogue of Life.